# Ютіка (Нью-Йорк)
Ютіка (англ. Utica [juːtɨkə]) — місто (англ. city) в США, окружний центр округу Онейда штату Нью-Йорк. Населення — 65 283 особи (2020). Розташовується в долині Мохок (англ. Mohawk Valley).

## Географія
Ютіка розташована за координатами 43°5′47″ пн. ш. 75°13′34″ зх. д. / 43.09639° пн. ш. 75.22611° зх. д. (43.096382, -75.225983). За даними Бюро перепису населення США в 2010 році місто мало площу 44,07 км², з яких 43,41 км² — суходіл та 0,66 км² — водойми.

### Клімат
| Клімат : Ютіка          | Клімат : Ютіка | Клімат : Ютіка | Клімат : Ютіка | Клімат : Ютіка | Клімат : Ютіка | Клімат : Ютіка | Клімат : Ютіка | Клімат : Ютіка | Клімат : Ютіка | Клімат : Ютіка | Клімат : Ютіка | Клімат : Ютіка | Клімат : Ютіка |
| Показник                | Січ.           | Лют.           | Бер.           | Квіт.          | Трав.          | Черв.          | Лип.           | Серп.          | Вер.           | Жовт.          | Лист.          | Груд.          | Рік            |
| Абсолютний максимум, °C | 18,9           | 16,7           | 28,3           | 32,8           | 35,0           | 37,2           | 37,8           | 36,1           | 37,8           | 31,7           | 26,1           | 21,7           | 37,8           |
| Середній максимум, °C   | −1,7           | 0,4            | 5,4            | 13,5           | 20,2           | 24,9           | 27,3           | 26,3           | 21,6           | 14,8           | 8,1            | 1,1            | 13,6           |
| Середній мінімум, °C    | −11,1          | −9,9           | −5,3           | 1,5            | 7,1            | 12,3           | 14,7           | 14,2           | 9,9            | 3,4            | −0,7           | −6,9           | 2,5            |
| Абсолютний мінімум, °C  | −35            | −32,8          | −32,8          | −17,8          | −5,6           | −0,6           | 5,0            | 1,7            | −2,8           | −8,9           | −17,2          | −32,2          | −35            |
| Норма опадів, мм        | 84             | 66             | 92             | 88             | 99             | 107            | 100            | 97             | 114            | 108            | 103            | 104            | 1162           |
| Днів з опадами          | 17,6           | 14,8           | 14,2           | 14,6           | 13,1           | 12,5           | 12,3           | 11,9           | 13,9           | 14,0           | 16,6           | 18,4           | 173,9          |
| Днів зі снігом          | 15,9           | 11,7           | 8,2            | 2,8            | 0,0            | 0,0            | 0,0            | 0,0            | 0,0            | 0,4            | 4,2            | 13,5           | 56,7           |
| Вологість повітря, %    | 66.0           | 66.2           | 65.0           | 64.1           | 63.3           | 66.8           | 66.0           | 68.2           | 72.7           | 69.8           | 72.3           | 72.3           | 67.9           |
| ----------------------- | -------------- | -------------- | -------------- | -------------- | -------------- | -------------- | -------------- | -------------- | -------------- | -------------- | -------------- | -------------- | -------------- |
| Джерело: NOAA           |                |                |                |                |                |                |                |                |                |                |                |                |                |

## Демографія
Згідно з переписом 2010 року, у місті мешкало 62 235 осіб у 24 905 домогосподарствах у складі 14 044 родин. Густота населення становила 1412 осіб/км². Було 28166 помешкань (639/км²).
Расовий склад населення:
| - 69,0 % — білих - 15,3 % — чорних або афроамериканців - 7,4 % — азіатів - 0,3 % — корінних американців - 0,1 % — вихідців з тихоокеанських островів - 3,9 % — осіб інших рас |

До двох чи більше рас належало 4,0 %. Частка іспаномовних становила 10,5 % від усіх жителів.
За віковим діапазоном населення розподілялося таким чином: 24,7 % — особи молодші 18 років, 60,5 % — особи у віці 18—64 років, 14,8 % — особи у віці 65 років та старші. Медіана віку мешканця становила 34,8 року. На 100 осіб жіночої статі у місті припадало 92,6 чоловіків; на 100 жінок у віці від 18 років та старших — 89,3 чоловіків також старших 18 років.
Середній дохід на одне домашнє господарство становив 44 062 долари США (медіана — 30 504), а середній дохід на одну сім'ю — 50 298 доларів (медіана — 36 881). Медіана доходів становила 35 880 доларів для чоловіків та 32 264 долари для жінок. За межею бідності перебувало 32,2 % осіб, у тому числі 49,8 % дітей у віці до 18 років та 16,1 % осіб у віці 65 років та старших.
Цивільне працевлаштоване населення становило 23 794 особи. Основні галузі зайнятості: освіта, охорона здоров'я та соціальна допомога — 31,2 %, мистецтво, розваги та відпочинок — 11,4 %, роздрібна торгівля — 11,1 %, виробництво — 10,9 %.